# JAC S7
JAC S7 — среднеразмерный кроссовер, выпускаемый китайской компанией JAC Motors с 2017 по 2020 год.

## Описание
Автомобиль JAC Refine S7 по габаритам был намного меньше, чем JAC Refine S5. В Мексике автомобиль получил название JAC Sei 7.
За всю историю производства автомобиль оснащался двигателями внутреннего сгорания объёмом 1,5—2 литра от модели JAC A60. Двигатели развивают мощность от 174 до 190 л. с. и крутящий момент от 251 до 280 Н*м. 
Существует также минивэн вместимостью 7 мест. Стоимость автомобиля составляла 109800—129800 юаней. В 2018 году автомобиль прошёл рестайлинг путём изменения радиаторной решётки и бампера. Задние фонари перекрашены из чёрного цвета в красный.

## Галерея

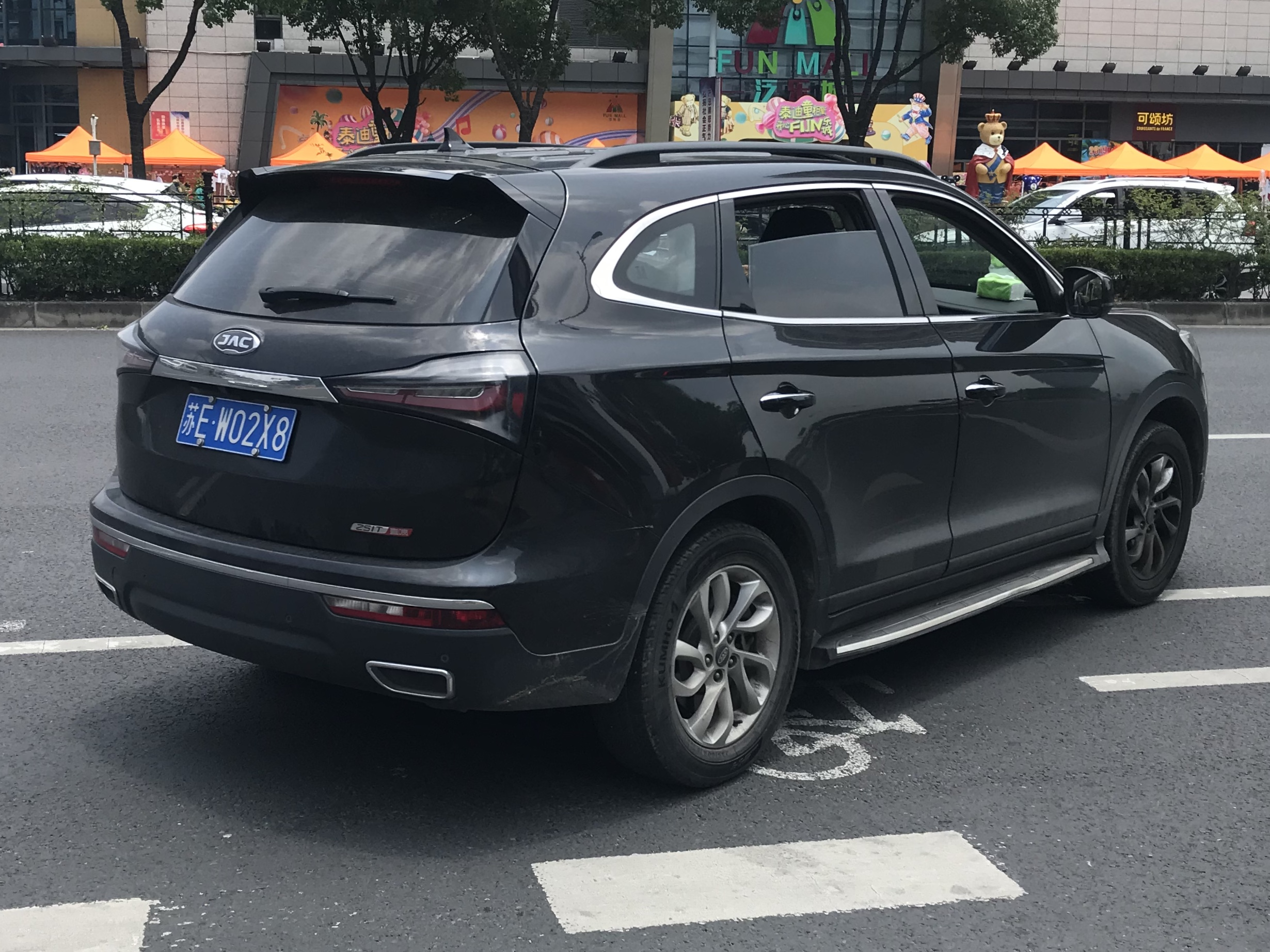
JAC Refine S7
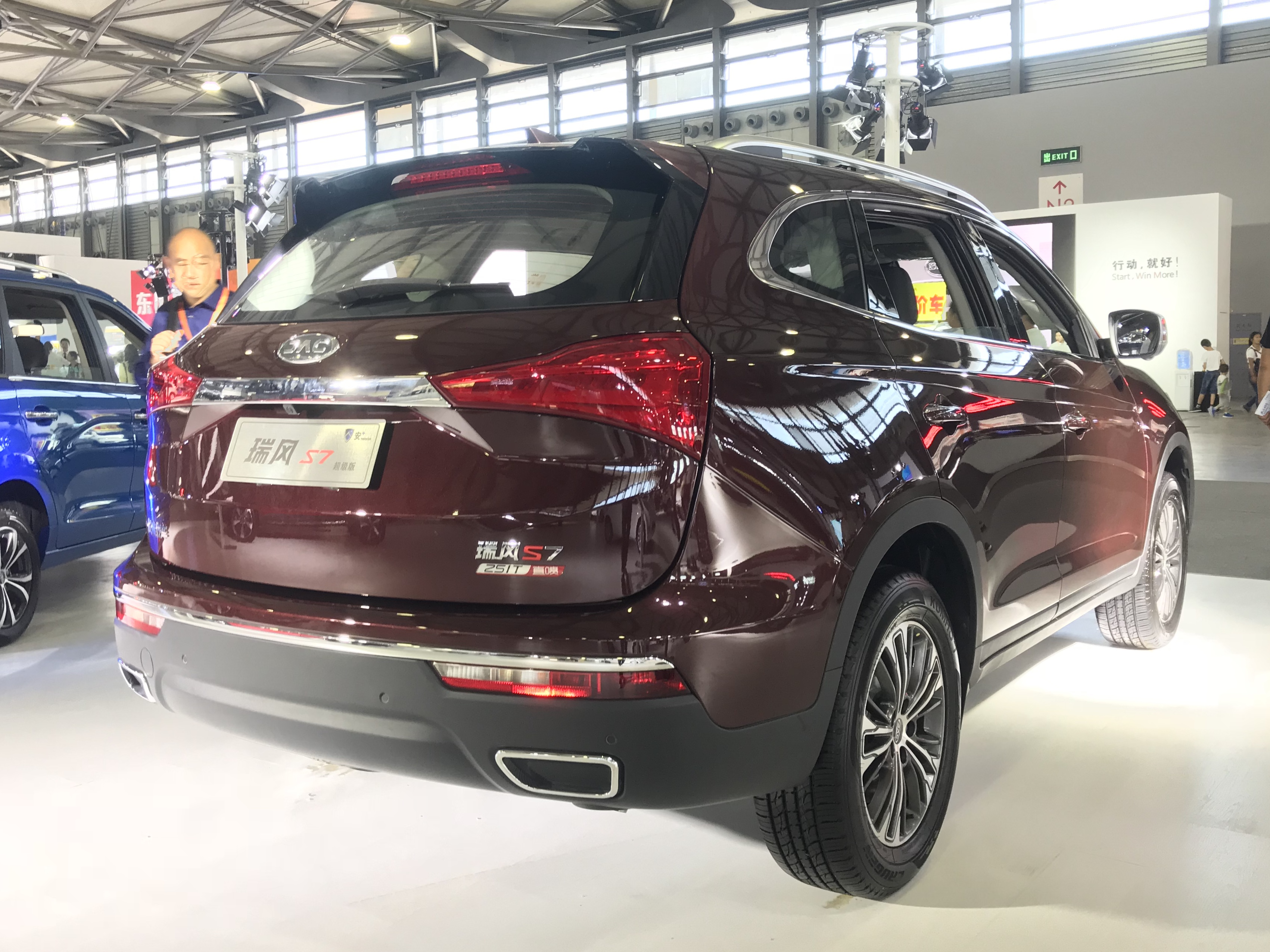
Фейслифтинг автомобиля (вид сзади)
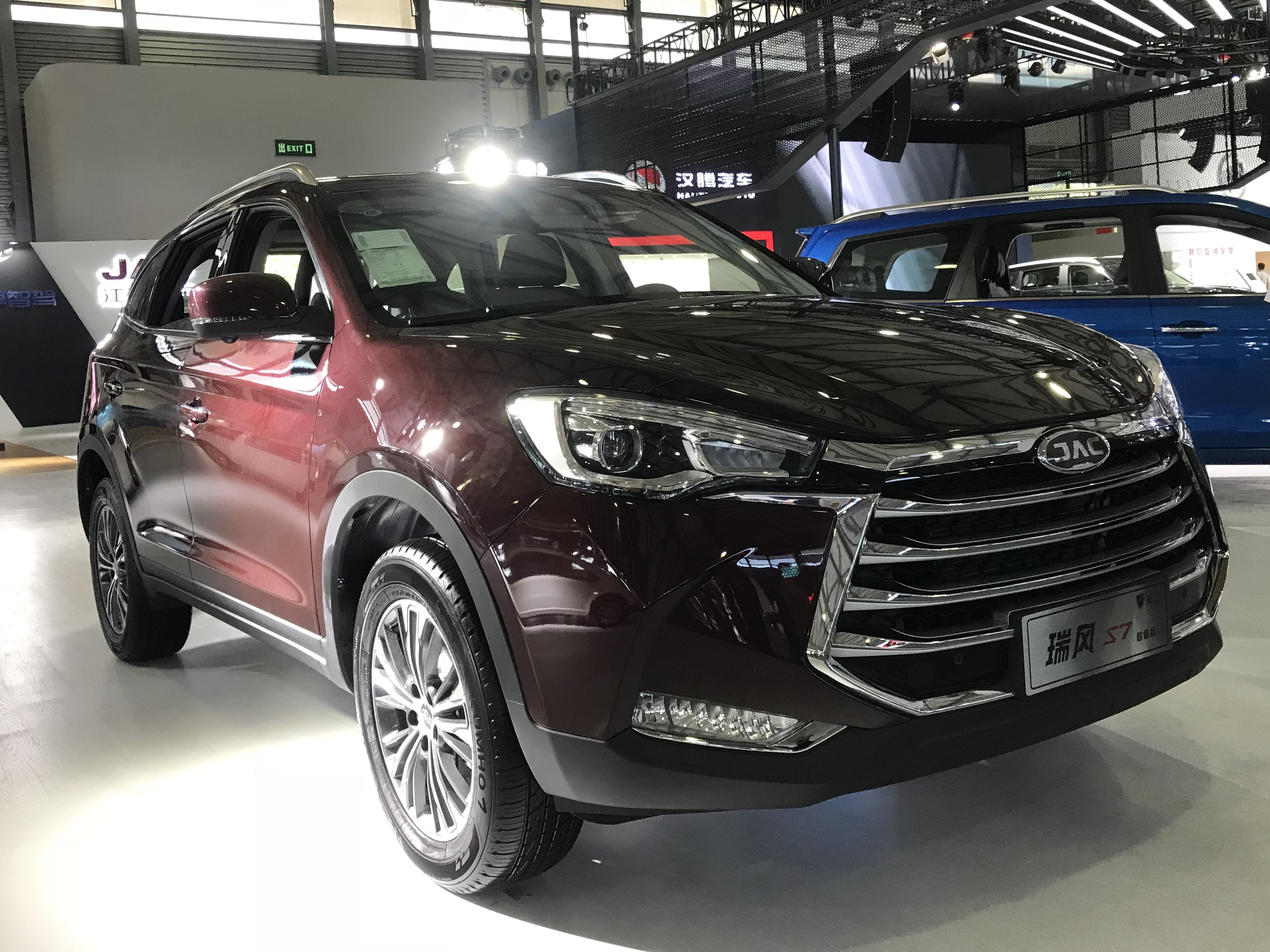
Фейслифтинг автомобиля (вид спереди)